# Embalse de Andijon
El embalse de Andiyán se encuentra en el río Kara Daria, tributario del río Sir Daria, en la provincia de Andijon, en el extremo oriental de Uzbekistán, donde se encuentra la presa y el lado norte del embalse, y en la provincia de Osh, en Kirguistán, donde se encuentra la mayor parte del lago. La ciudad más cercana a la presa por el lado uzbeko es Karabagish. La ciudad de Andiyán se encuentra a unos 60 km aguas abajo, al oeste del pantano. En el lado kirguiz, la ciudad más cercana es Uzgen, en la cola del embalse. 
El propósito del embalse es regar el valle de Ferganá, en Uzbekistán, y producir energía hidroeléctrica. Recibe las aguas de los ríos Yassi, Tar, Karakulja y Kurshab, además del Kara Daria.

## La presa
La presa, de contrafuertes, se inició en 1965 y concluyó en 1983, pero está en uso desde 1978. La presa posee dos centrales hidroeléctricas, Andiyán 1, con cuatro turbinas de 35 MW, construida entre 1974 y 1984, y Andiyán 2, con dos turbinas Francis de 25 MW, construida entre 2007 y 2010.

## El regadío
Con la finalidad de regar el valle de Fergana, en Uzbekistán se construyeron grandes canales durante la época soviética, entre los que destacan el Gran Canal de Fergana (entre 1953 y 1962), y el Gran Canal de Andiyán (entre 1966 y 1979). La construcción de los embalses de Toktogul en Kirguistán, de Kairakum en Tayikistán y de Andiyán en Uzbekistán permitió triplicar la superficie de regadío entre 1950 y 1985. En 1990, la superficie irrigada superaba las 700.000 hectáreas.